# Liberty (Kittitas megye, Washington)
Liberty az Amerikai Egyesült Államok északnyugati részén, Washington állam Kittitas megyéjében elhelyezkedő önkormányzat nélküli település.
A korábban Williams Creek nevet viselő helységet azután alapították, hogy a Swauk-patakban 1873-ban aranyat találtak. A település nevét Gus Nelson választotta 1892-ben.
Liberty 1974-ben felkerült a történelmi helyek listájára.

## Fordítás
Ez a szócikk részben vagy egészben  a   Liberty, Washington című angol Wikipédia-szócikk ezen változatának fordításán alapul.  Az eredeti cikk szerkesztőit annak laptörténete sorolja fel. Ez a jelzés csupán a megfogalmazás eredetét és a szerzői jogokat jelzi, nem szolgál a cikkben szereplő információk forrásmegjelöléseként.